# Zračna stereo fotografija
Osnova stereo fotografije sta dve fotografiji istega objekta z manjšo premaknitvijo osi pri fotografiranju, običajno 6-7 cm. Za izvedbo stereo fotografije so na voljo že izdelani fotoaparati, večinoma za klasično 'analogno' fotografijo in priprave v obliki drsnikov. Preprosta metoda je izdelava distančnika in pritrditve dveh digitalnih fotoaparatov istega tipa z možostjo hkratnega proženja.
Za razumevanje uporabe stereo zračne (aero) fotografije je potrebno razumeti uporabo zračne fotografije. Zračna fotografija se lahko izvaja iz vseh zračni plovil kot so baloni, zmaji, helikopter, letalo, satelit i.t.d. Kot poseben primer se lahko za zračno fotografijo vzame tudi fotografija iz vzpetin kot so gorski vrhovi, razgledni stolpi, dimniki.

## Zračna fotografija

### Delitev
- navpična (vertikalna) zračna fotografija.
- poševna zračna fotografija. 
  - Delitev poševne zračne fotografije
fotografija pod velikim kotom,
fotografija pod majhnim kotom.
Razlika: pri fotografiji pod velikim kotom je horizont viden, pri fotografiji pod malim kotom horizont ni viden.

Uporaba poševnih zračnih fotografij je nujno povezana tudi s poznavanjem razlik, prednostmi in slabostmi navpične ali poševne zračne fotografije.

### Navpična zračna fotografija
Prednosti navpične fotografije: 
- konstantno merilo,
- določanje smeri in azimuta je lažje kot pri poševni fotografiji (glede na zemljevid),
- z dodatkom merila in ostalih osnovnih elementov zemljevida se lahko navpična fotografija uporabi kot zemljevid,
- navpične zračne fotografije so običajno lažje za razlago kot poševne,
- zaradi neprekrivanja objektov so bolj uporabne za stereo fotografijo.

### Poševna zračna fotografija
Prednosti poševne fotografije:
- pokritje večjega območja,
- lažja interpertacija posameznih objektov, npr. višine stavb, dimnikov,
- objekti, ki pri navpični fotografji niso vidni, so pri poševni fotografiji vidni,
- manjša odvisnost od vremena, oblačnosti (vzeti z 'rezervo').
- lažja izvedba 'foto-vzorčenja' vendar pri enaki višini fotografiranja in uporabi standarnega fotoaparata.

### Glej še
- Panografija